# Alex Malinga

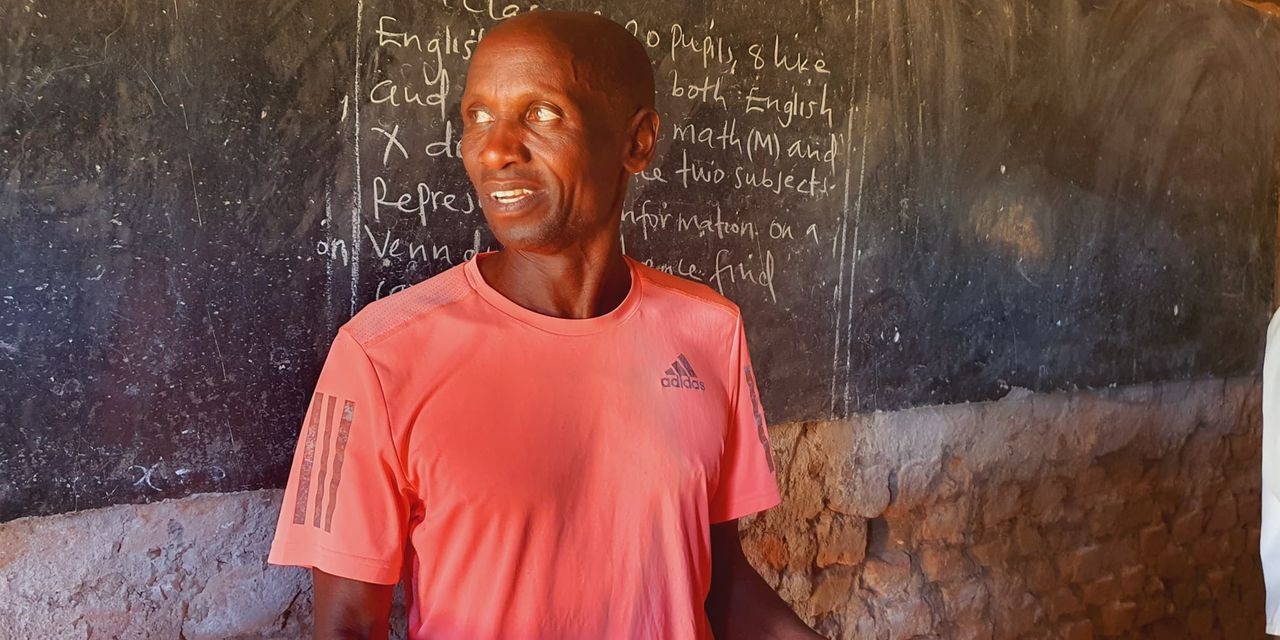
Alex Malinga in seiner Schule (2025)

Alex Malinga (* 27. Juli 1974 im Distrikt Kapchorwa) ist ein ugandischer Marathonläufer.
Bei den Halbmarathon-Weltmeisterschaften 1998 in Uster kam er auf den 58. Platz. Nach einem sechsten Platz beim Mombasa-Marathon 1999 wurde er für den Marathon der Olympischen Spiele 2000 in Sydney nominiert, bei dem er den 57. Platz belegte.
Bei den Halbmarathon-Weltmeisterschaften 2003 in Vilamoura lief er auf Rang 21 ein. 2004 gewann er einen wegen Fehlleitung überlangen Mombasa-Marathon. 2005 wurde er Neunter beim Mumbai-Marathon und stellte als Sechster des Marathons der Weltmeisterschaften in Helsinki mit 2:12:12 h einen Landesrekord auf.
Im Jahr darauf wurde er Achter in Mumbai, kam bei den Straßenlauf-Weltmeisterschaften 2006 in Debrecen auf den 66. Platz und wurde Dritter beim Nairobi-Marathon.
2007 siegte er beim Luxemburg-Marathon und wurde bei den Weltmeisterschaften in Osaka Zwölfter. Seinen zweiten olympischen Marathon bei den Spielen 2008 in Peking schloss er mit einem 31. Platz ab.

## Persönliche Bestzeiten
- Halbmarathon: 1:03:41 h, 4. Oktober 2003, Vilamoura
- Marathon: 2:12:12 h, 13. August 2005, Helsinki